# Generale dell'aria
Generale dell'aria è un grado in vigore negli eserciti di alcuni paesi principalmente usato negli Stati Uniti e nei paesi di lingua spagnola e latinoamericani. Nella US Air Force il grado di General of the Air Force viene conferito solamente in tempo di guerra.

## Spagna
General del aire è il grado più alto dell'Ejército del Aire, immediatamente superiore a Teniente general del aire ed è riservato al Capo di stato maggiore dell'Ejército del Aire (JEME) e al capo di stato maggiore della difesa (JEMAD) in caso provenga dall'Ejército del Aire. Il grado immediatamente superiore è Capitán general del aire riservato esclusivamente al Re di Spagna nelle sue prerogative costituzionali.

## Cile
General del Aire è il grado più alto che può essere raggiunto da un ufficiale nella gerarchia militare dell'aviazione cilena ed è riservato al Comandante in capo della Fuerza Aérea de Chile e viene designato dal Presidente della Repubblica tra i cinque generali più anziani della forza armata, per un periodo di quattro anni e può essere rimosso solamente per decreto del Presidente della Repubblica.

## Colombia
General del aire in Colombia è il grado più alto della Fuerza Aérea Colombiana, immediatamente superiore a Teniente general del aire.

## Ecuador
General del aire in Ecuador è il grado più alto che può essere raggiunto da un ufficiale nella gerarchia militare dell'aviazione. Il grado è riservato esclusivamente al Comandante in capo della Fuerza Aérea Ecuatoriana e viene designato dal Presidente della Repubblica dell'Ecuador.

## Perú
General del aire in Perù è il grado più alto che può essere raggiunto da un ufficiale nella gerarchia militare dell'aviazione e può essere concesso al comandante generale della Fuerza Aérea e al Ministro della Difesa nel caso sia un generale in attività. Il grado viene concesso anche al generale che assume la carica di jefe del Estado Mayor Conjunto de las Fuerzas Armadas del Perú, che è la massima autorità militare, solamente sotto la giurisdizione del Presidente della Repubblica e del Ministro della Difesa.

## Galleria d'immagini

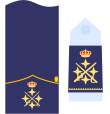
Spagna
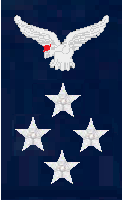
Cile
Colombia
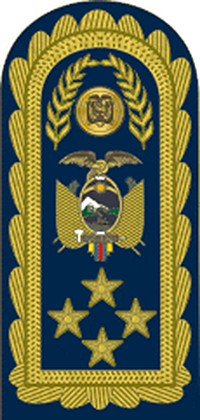
Ecuador